# Luvinate
Luvinate là một đô thị ở tỉnh Varese trong vùng Lombardia, có cự ly khoảng 50 km về phía tây bắc của Milan và khoảng 5 km về phía tây bắc của Varese. Tại thời điểm ngày 31 tháng 12 năm 2004, đô thị này có dân số 1.389 người và diện tích là 4,2 km².
Luvinate giáp các đô thị: Barasso, Casciago, Castello Cabiaglio, Varese.